# Parc éolien de Taïba Ndiaye
Le parc éolien de Taïba Ndiaye est situé au Sénégal, sur le territoire de la Communauté rurale de Taïba Ndiaye, dans la région de Thiès. Il est formé de 46 éoliennes Vestas, pour une puissance totale de 158,7 MW. Il a été construit par la société Lekela, filiale de Mainstream Renewable Power, et géré par la société Parc éolien de Taiba Ndiaye. Le parc représente un investissement de 200 milliards de francs CFA (342 millions d'euros), avec une aide au financement de l'Opic et de l'agence danoise de crédit à l'exportation. Lorsqu'il atteindra sa pleine puissance en juillet 2020, il devrait produire 15% de l'électricité du Sénégal, ce qui place le pays en bonne voie pour réaliser son objectif de 30% d'électricité produite par des énergies renouvelables.
410 cultivateurs ont été indemnisés par le gouvernement pour la réquisition de leurs terres et l'arrachage des cultures, notamment des manguiers, qui y poussaient. Cependant, les habitants locaux se sont plaints de l'indemnisation qu'ils ont effectivement reçue, sans commune mesure avec les montants annoncés par la compagnie, soupçonnant des intermédiaires d'avoir gardé la majorité de la somme ; les sommes seraient dérisoires par rapport à l'argent rapporté par leurs champs chaque année. La société a promis d'investir 20 millions de dollars dans la communauté locale, et dit avoir utilisé environ un tiers de main-d’œuvre locale.

## Historique
- 2007 : début du projet.
- février 2009 : début des consultations publiques[6]
- 2013 : Lekela et la Senelec signent un contrat d'achat d'énergie sur 22 ans[1].
- 9 décembre 2019[4] : mise en service de 16 turbines (50 MW)
- avril 2020 : mise en service de 16 turbines (50 MW)
- juin 2020 : mise en service de la totalité des turbines

## Caractéristiques techniques
Le parc est constitué de 46 éoliennes de 117 mètres de haut, fabriquées par Vestas, d'une puissance de 3,45 MW chacune. Les éoliennes peuvent pivoter sur leur nacelle pour optimiser la production ; elles s'arrêtent dès que les vents dépassent 20 m/s.